# Светилиште Биби Шахр Бану
Храм Биби Шахр Бану (персијски: ارامگاه بیبیشهربانو) је светилиште које се налази у близини Шахр-е Раја, јужног предграђа Техерана, Иран.
Светилиште се налази изван садашњег града на падини малог планинског ланца који се пружа према истоку, познатог по имену брда Табарак или Кух-е Рај или такође Кух-е Биби Шарбану.
Најстарији делови светилишта датирају из 15. века, непосредно пре периода Сафавида. Истраживачи су расправљали, да би име светишта и локација могли указивати на раније предисламско свето место, могуће светиште богиње Анахите. Међутим, с обзиром да се користи искључиво у исламске сврхе, сматра се исламском грађевином. Слично томе, Аја Софија је грађевин која је такође преуређена у исламске сврхе.

## Легенда
Према локалној популарној легенди, ћерка последњег сасанидског краља Јездигерда III постала је супруга Хусеина ибн Алија, унука пророка Мухамеда и трећег шиитског имама. Била је присутна у бици код Кербале и могла је побећи после Ашуре. Праћена од својих непријатеља, стигла је до Раја у Ирану. На падини планине њени непријатељи су јој претили да ће је ухватити. Последњом снагом тражила је од Бога да је избави и планина се чудесно отворила и пружила уточиште принцези. Међутим, крај њене хаљине остао је заглављен у стени кад се затворила иза ње. Када су њени прогонитељи и други људи пронашли платно у стени, схватили су да је то чудо и признали Шарбану као светицу.
Међутим, врло сличне приче испричане су и о другим локацијама.